# كين هاتفيلد
كين هاتفيلد (بالإنجليزية: Ken Hatfield)‏ هو عازف الغيتار الكلاسيكي وملحن وعازف جاز أمريكي، ولد في 18 نوفمبر 1952 في بورتسموث في الولايات المتحدة.

## وصلات خارجية
- كين هاتفيلد على موقع ميوزك برينز (الإنجليزية)